# Hanewijkbrug
De Hanewijkbrug is een boogbrug voor fietsers en voetgangers over de Dijle in Werchter. De brug werd op 28 juni 2012 geopend door Vlaams minister van Mobiliteit Hilde Crevits. Dit zorgde voor een verkeersveilige verbinding tussen het centrum van Werchter en de Hanewijk. Ook de wat verderop gelegen festivalweide van Rock Werchter wordt hierdoor beter bereikbaar. De brug kostte 280.000 Euro; Waterwegen en Zeekanaal betaalde daarvan 140.000 Euro, de provincie Vlaams-Brabant 55.000 Euro en de gemeente Rotselaar 80.000 Euro.
Er lag op deze plaats al een brug die in de jaren '70 werd afgebroken en vervangen door de brug op de ringweg N21 rond Werchter.

## Fotogalerij

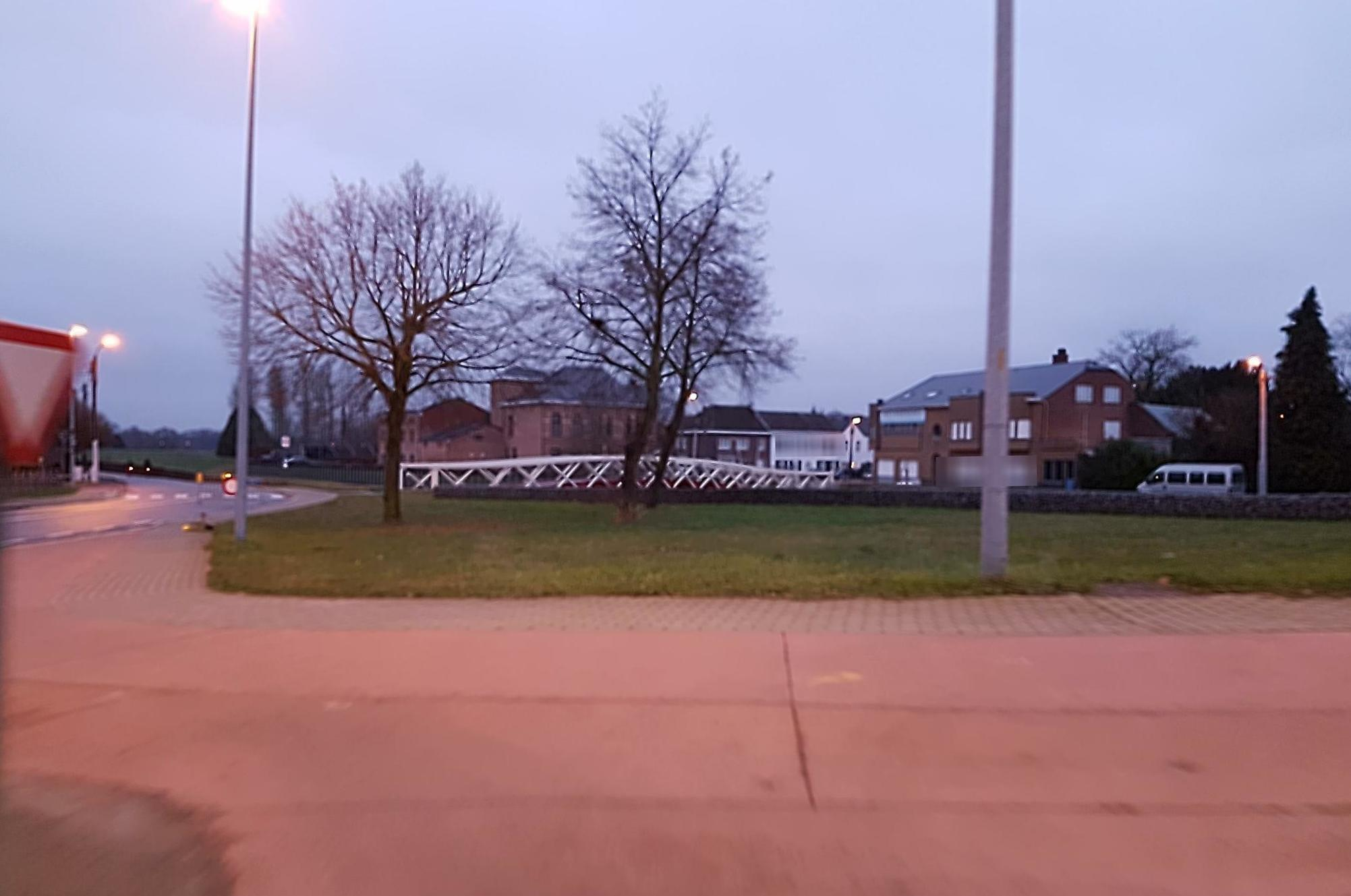
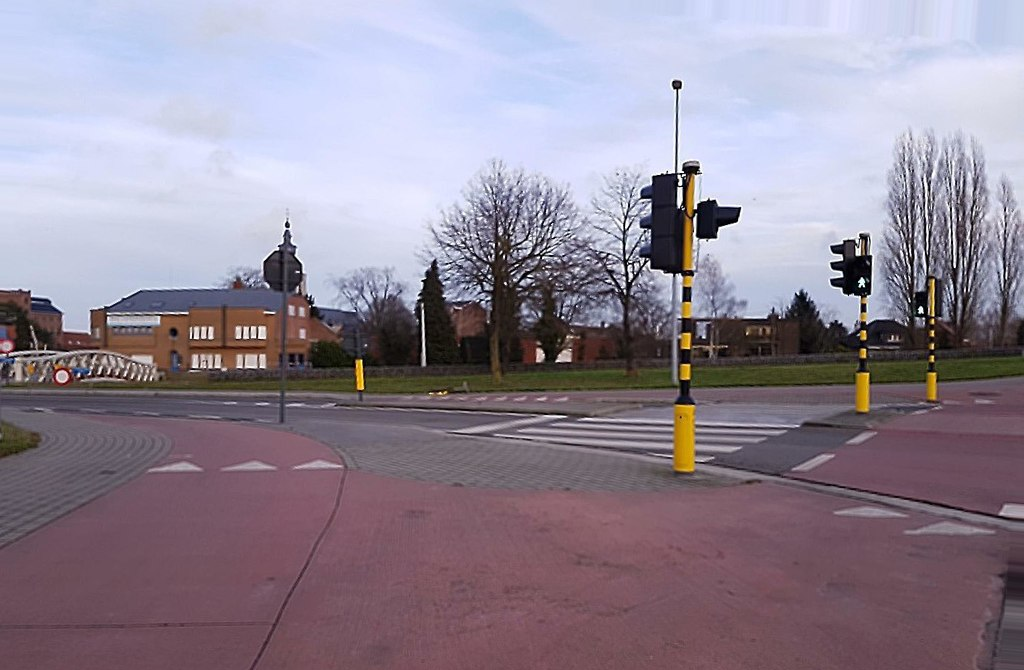
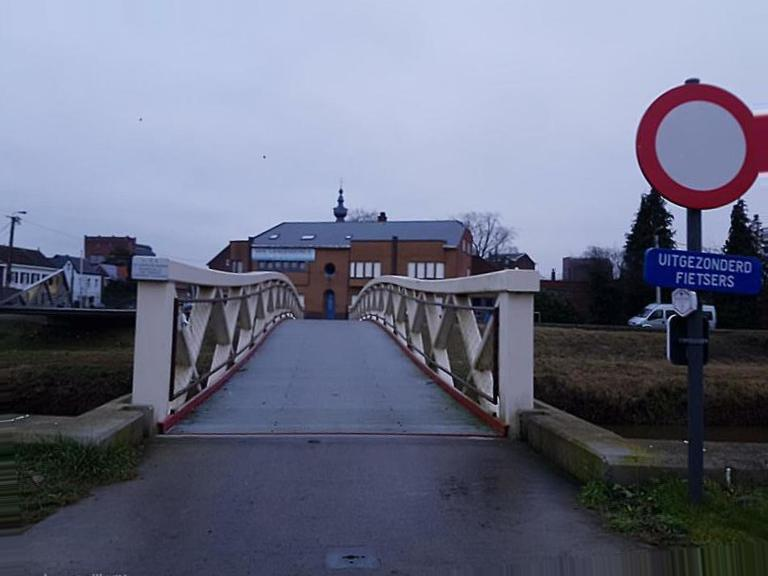